# Голгофа (кладбище, Куинс)

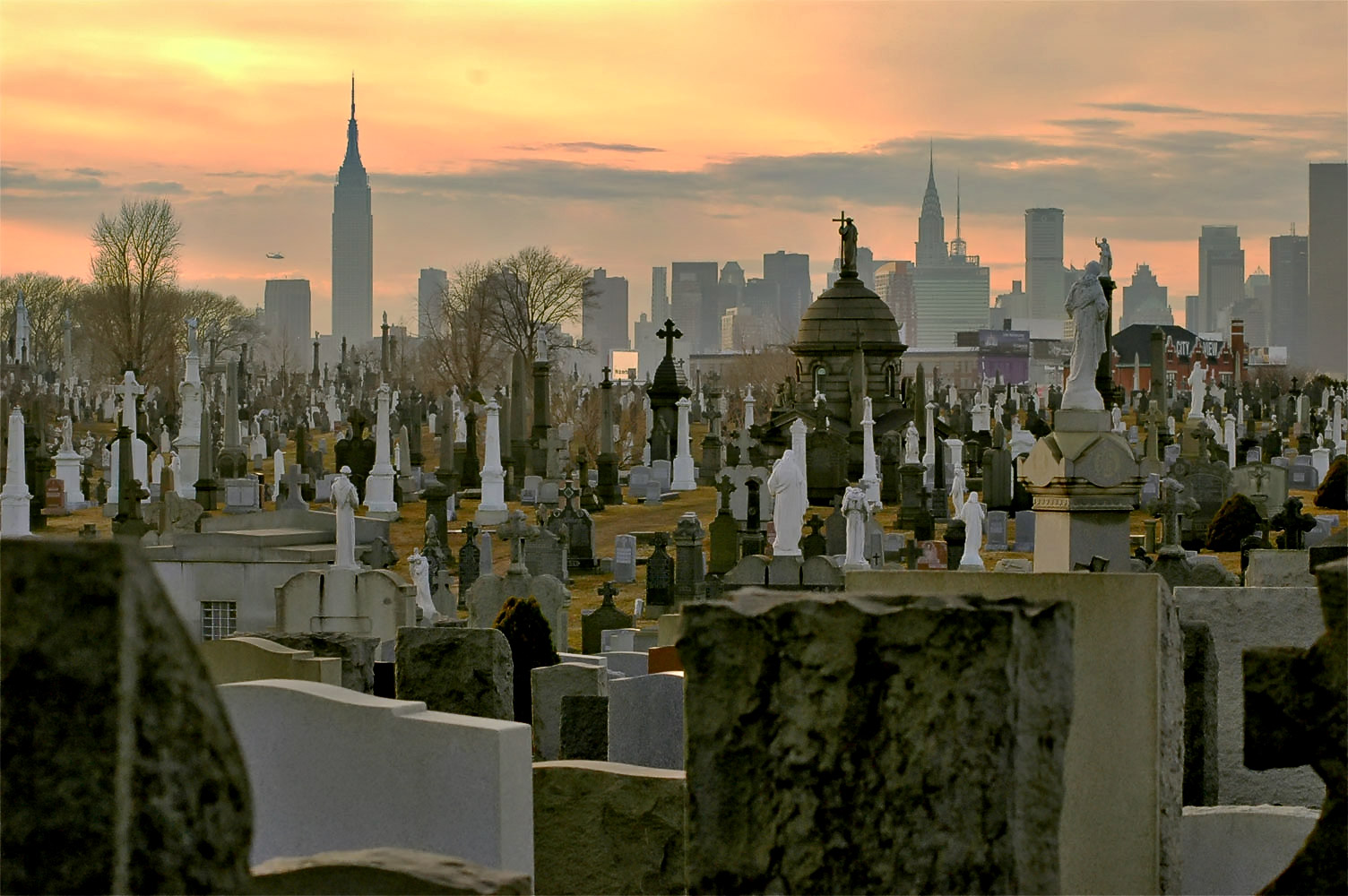

Кладбище Голгофа (Квинс, Нью-Йорк) (англ. Calvary Cemetery), католическое кладбище в районе Квинс, названное в честь горы Голгофы, где был распят Иисус Христос. Насчитывает более чем 3 миллиона захоронений, и является одним из крупнейших и старейших кладбищ в США. Принадлежит римско-католической архиепископии Нью-Йорка и управляется советом попечителей собора святого Патрика.
Собственно кладбище Голгофа делится на четыре секции, расположенные в разных частях города. Самая старая, первая Голгофа, также называется «Старая Голгофа». Вторая, третья и четвертая секции считаются «Новой Голгофой».

## История и описание
Первое захоронение на кладбище состоялось 31 июля 1848 года, когда была похоронена некая Эстер Эннис, умершая от разрыва сердца. До 1852 года проводилось до 50 захоронений в день. К январю 1898 года насчитывалось уже 644 761 захоронений. С января 1898 года до 1907 года было произведено еще около 200 000 захоронений, в результате чего число похороненных составило уже около 850 000.
Кладбище, известное как Первая Голгофа или Старая Голгофа, было заполнено к 1867 году. Архиепископ Нью-Йорка расширил площадь кладбища, добавив несколько секций, и к 1990 году число захоронений достигло 3 миллионов.
На кладбище проходили съемки эпизода фильма «Крестный отец» (похороны дона Корлеоне).